# Ямато (Наруто)
Ямато (яп. ヤマト) — персонаж  манґи й аніме-серіалу Наруто, створеного і намальованого манґаком Масаші Кішімото, сенсей команди Ямато, яка складалася з нього, Наруто Узумакі, Сакури Харуно та Сая.
Ямато — персонаж, який з'являється у ІІ частині. Згодом він починає регулярно з'являтися у серіалі, активно діючи і стаючи командиром команди Коноxа 7, так само як і Какаші Хатаке.

## Характер
Ямато — дуже спокійна і врівноважена людина. Він здатен залишатися спокійним і не показувати власних почуттів навіть у найкритичніших ситуаціях. Крижаний спокій Ямато і його стриманість часто допомагали команді, адже він здатен обдумати можливі дії і продумати майбутні ходи противника. Ямато, в той самий час, може залишатися спокійним і розслаблятися навіть не на роботі. Для нього це — нормальний стан, йому вдало вдається поєднати як роботу, так і відпочинок.
Ямато вдало вдається маніпулювати людьми, він використовує їхні потаємні страхи. Ямато часто використовує це в своїх цілях, однак найчастіше — на роботі, під час місій. Ямато вміє розпізнавати думки людей, вгадувати, про що людина насправді думає.
Ямато — несправжнє ім'я, дане йому як члену Кореня АНБУ Тсунаде на час управління командою Наруто Узумакі. Справжнє його ім'я — Тензо (яп. テンゾウ), хоча Ямато надає перевагу своєму кодовому псевдоніму.

## Відносини між персонажами
До Наруто Узумакі Ямато ставиться із певним гумором, йому часто вдається переконати Наруто за допомогою страху і обдурення. Хоча загалом, до членів своєї команди Ямато ставиться позитивно і одразу ж прихиляється до молодих ніндзя душею.
Ямато повідомлений у секретне завдання Сая. Тому до хлопця він ставиться ще й як до справжнього товариша по АНБУ. Ямато надзвичайно поважає Какаші Xатаке

## Перша частина

### Корінь АНБУ
Хоча Ямато не з'являється у І частині, про його минуле описано у флешбеках ІІ частини. Незадовго після народження Ямато був викрадений Орочімару для того, щоб використовуватися ним у власних дослідах. Орочімару ввів ДНК Першого Хокаґе в тіло Ямато в надії, що зможе відновити техніку цього Хокаґе під назвою Мокутон. Коли Орочімару втік із Конохи, всі вважали, що його піддослідні загинули. Однак Ямато вдалося вижити.
Через деякий час Ямато став членом АНБУ. Він служив під керівництвом Какаші Хатаке Ямато вважався своєю людиною навіть для Хокаґе, його дуже цінував Третій Хокаґе і довіряв йому. Так само до Ямато ставиться наступниця Третього Хокаґе, Тсунаде. Згодом Ямато увійшов у окрему групу АНБУ — Корінь.

## Друга частина

### Нова команда

Сай і Ямато

Ямато був назначеним тимчасовим керівником Команди № 7. Цю посаду дала йому Цунаде через те, що Какаші Хатаке знаходився у лікарні, а також завдяки власним технікам. Однак навіть після видужання Какаші Ямато не покидає команду, а стає додатковим лідером. Тоді ж Цунаде дає Ямато його кодове ім'я.

### Місія по поверненню Саске
Ямато починає діяти як другий лідер команди Коноxа 7, яка повертає Саске додому. Ямато допомагає молодим ніндзя, часто сам бере участь у боях. Коли Сакура атакує Саске, то Ямато зупиняє її, прийнявши удар на себе. Коли ж Наруто лежить непритомним, Ямато натякає Сакурі про її нові почуття до Узумакі.
Тепер Ямато разом з рештою членів команди наблизився до Саске і зустрів Тобі. Про майбутні ходи членів команди буде відомо у нових главах манґи.

### Техніки
Оскільки в тілі Ямато знаходиться ДНК Першого Xокаґе, то Ямато здатен до використання подібних технік. Ямато може створювати і керувати деревиною в різноманітних техніках, таких як клонування і захоплення супротивника. Ямато може виконувати джутсу, основані на стихіях землі і води. 
Ямато має неймовірну можливість — Мокутон. Завдяки цьому джутсу Ямато здатен частково контролювати Дев'ятихвостого лиса всередині Наруто Узумакі. Так само, як і Xокаґе, Ямато володіє більшістю джутсу і здатен використовувати їх у випадку необхідності.